# Davi Kopenawa Yanomami
Davi Kopenawa (Toototobi, 1959) è leader e portavoce del popolo Yanomami del Brasile, oltre che uno sciamano.
È noto a livello internazionale per il suo lavoro per la difesa dei diritti indigeni, e la salvaguardia della foresta amazzonica e dell'ambiente.

## Biografia
Davi è nato alla fine degli anni '50 in un villaggio alle sorgenti del rio Tootobi, nello stato di Amazonas, in Brasile. Fu soprannominato 'Kopenawa', un tipo di vespa amazzonica, per il suo coraggio e la sua perspicacia.
A causa delle epidemie che si diffusero tra la tribù nel 1959 e nel 1967, la comunità di Davi fu decimata ed entrambi i suoi genitori morirono. Grazie alla conoscenza del portoghese, da giovane lavorò per il Dipartimento brasiliano agli Affari Indigeni FUNAI come guida e interprete per i medici che lavoravano con le comunità yanomami. Negli anni '70 conobbe uno sciamano yanomami molto rispettato che lo introdusse allo sciamanesimo, diventando il suo mentore e maestro.
Negli anni '80 iniziò a lottare per la demarcazione ufficiale di una vasto territorio abitato dagli Yanomami negli stati brasiliani di Roraima e Amazonas. I cercatori d'oro, infatti, avevano invaso illegalmente l'area e molti Indiani morirono per malattie portate dall'esterno, verso cui non avevano difese immunitarie.
A seguito di un'importante campagna internazionale guidata da Davi Kopenawa, Survival International (il movimento mondiale per i diritti dei popoli indigeni) e CCPY (Commissione Pro-Yanomami), nel 1992 il governo brasiliano demarcò ufficialmente il territorio yanomami.
"Ho sognato molto e combattuto per 25 anni... È stata molto dura ma sono stato aiutato anche da altri. È stata la vittoria del popolo yanomami. Se non avessi combattuto, oggi non sarei qui” ha detto Davi in occasione delle celebrazioni per il 20º anniversario della demarcazione del Parco Yanomami"
Dagli anni '80 ad oggi, Davi ha compiuto molti viaggi all'estero per portare in tutto il mondo il suo messaggio sull'importanza del rispetto dei diritti indigeni e la salvaguardia della foresta pluviale a beneficio di tutta l'umanità.
Nel 1988 ha ricevuto il premio Global 500, assegnatogli dalle Nazioni Unite proprio per il suo contributo alla difesa dell'ambiente. Nel 1989 ha ritirato a nome di tutti i popoli indigeni il prestigioso Right Livelihood Award, il premio Nobel alternativo, assegnato a Survival International per il suo “strenuo, coerente e costante impegno” per i popoli più minacciati della terra.
Insieme ad altri Yanomami del Brasile, Davi Kopenawa ha fondato Hutukara, un'organizzazione che difende i diritti del popolo Yanomami e propone diversi progetti educativi.
Oggi Davi continua a difendere i diritti indigeni e l'ambiente. Di recente si è schierato contro un progetto di legge che, se venisse approvato dal Congresso brasiliano, aprirebbe i territori indigeni ad attività minerarie.
"Le miniere non porteranno nulla di buono" ha detto. "Porteranno molti problemi, molte malattie e tanta gente cattiva che uccide gli Indiani... Non abbiamo intenzione di accettare questa legge... La terra è il nostro patrimonio, un patrimonio che ci protegge. Per noi Indiani la terra appartiene a noi, perché possiamo coltivare, cacciare e stare in salute: è la nostra casa."
Nel 2013 ha pubblicato "The falling sky - Words of a Yanomami Shaman" - il primo libro mai scritto da uno Yanomami - in cui racconta la sua vita, dall'iniziazione come sciamano all'impatto con la cultura occidentale. Il libro è stato scritto in collaborazione con l'antropologo francese Bruce Albert.
Nel luglio 2014 Davi ha denunciato di aver ricevuto minacce di morte da parte di criminali armati; gli uomini sarebbero stati assoldati dai minatori che hanno invaso illegalmente il territorio yanomami.
Nel 2018 Edizioni Nottetempo pubblica la versione italiana del suo libro "La caduta del cielo - parole di uno sciamano yanomami". "Questo libro è un messaggio per chi non appartiene al nostro popolo” ha detto Davi. “Vogliamo raccontare i nostri sogni sciamanici […] con la speranza che i non-indigeni possano imparare e pensare alla nostra storia”. Davi Kopenawa sarà in Italia a settembre proprio per presentare il libro.